# Linda Fruhvirtová
Linda Fruhvirtová (* 1. května 2005 Praha) je česká profesionální tenistka. Ve své dosavadní kariéře vyhrála na okruhu WTA Tour jeden singlový turnaj, když triumfovala na Chennai Open 2022. Na okruhu ITF získala tři tituly ve dvouhře a dva tituly ve čtyřhře. V rámci juniorského okruhu ITF získala jeden singlový a dva deblové tituly. V juniorském tenisu si zahrála semifinále grandslamové čtyřhry Australian Open 2020 v páru s Lotyškou Kamillou Bartoneovou.
Na žebříčku WTA byla ve dvouhře nejvýše klasifikována v červnu 2023 na 49. místě a ve čtyřhře v říjnu téhož roku na 187. místě. Hraje bez stálého trenéra pod vedením rodičů Hynka a Martiny Fruhvirtových. Na juniorském kombinovaném žebříčku ITF nejvýše figurovala v prosinci 2021 na 2. místě. 
V českém týmu Billie Jean King Cupu debutovala v roce 2022 štvanickou kvalifikací proti Velké Británii, v níž prohrála dvouhru s Harriet Dartovou. Češky zvítězily 3:2 na zápasy. Do listopadu 2025 v soutěži nastoupila k jedinému mezistátnímu utkání s bilancí 0–1 ve dvouhře a 0–0 ve čtyřhře.

## Soukromý život a trenérské vedení
Narodila se v květnu 2005 v Praze. Její o dva roky mladší sestra Brenda Fruhvirtová je rovněž profesionální tenistkou. Rodiče, Hynek a Martina Fruhvirtovi, opustili podnikatelské kariéry v oboru zařizování interiérů a rozhodli se věnovat výhradně tenisovému rozvoji dcer. Obě sestry navštěvovaly základní školu Bohumila Hrabala v Libni. Linda následně nastoupila na Obchodní akademii Danaé v Praze 8. Pražskou tréninkovou základnou se pro ni staly dvorce ve Stromovce, v areálu Olympu a Sparty Praha.
Tenis začala hrát na Spartě Praha, odkud v roce 2022 přestoupila do TJ Spoje Praha. Připravuje se na dvorcích Olympu Praha, v areálu ministerstva vnitra ve Stromovce a několik týdnů v roce také v akademii Patricka Mouratogloua u Nice. Zastupuje ji agentura IMG. Trenérsky se na jejím rozvoji podíleli nejprve Pavel Šnobel a Švýcar Roman Vögeli. Do sezóny 2023 vstoupila bez stálého trenéra, pod vedením otce Hynka a matky Martiny Fruhvirtových. Během Indian Wells Masters 2023 spolupracovala s Nizozemcem Svenem Groeneveldem. V listopadu 2023 byl jejím trenérem Angličan Mike James.
Česká verze časopisu Forbes zařadila obě sestry v roce 2023 na seznam 30 pod 30, výběru českých talentů do 30 let věku.

## Tenisová kariéra

### 2017–2021: Tenisová naděje v rané fázi kariéry
Na juniorském Orange Bowlu 2017 triumfovala v kategorii 12letých po finálové výhře nad Filipínkou Alexandrou Ealaovou ve dvou setech. V sezóně 2019 si odvezla trofej z lednového turnaje Les Petits As ve francouzském Tarbes, kde na ni o rok později titulem navázala sestra Brenda Fruhvirtová. Ve finálovém duelu porazila Belgičanku Sofii Costoulasovou. V létě 2019 vyhrála 92. ročník Pardubické juniorky, když v závěrečném boji zdolala klubovou kolegyni Kristýnu Lavičkovou. Na mistrovství světa družstev do 14 let v Prostějově byla po boku své sestry Brendy a Nikoly Bartůňkové členkou vítězného týmu, který Česku zajistil zlatou medaili po šestnácti letech. Ve finále přehrály Spojené státy americké 2:0 na zápasy. Navázala tak na stříbrný kov z roku 2018, když v závěrečném zápase Češky podlehly ruským šampionkám v rozhodující čtyřhře. V prosincové české extralize 2019 pak se sestrou nastoupila za tým Spartak Jihlava, který dohrál v semifinálové skupině.
Na juniorské túře ITF poprvé triumfovala během března 2019 v Sarawaku, kde s Kristýnou Lavičkovou vyhrála čtyřhru. O měsíc později si připsala double v Piešťanech po triumfu ve dvouhře i čtyřhře po boku Markéty Panáčkové. Ve 13 letech, 11 měsících a 27 dnech se stala historicky třetí třináctiletou šampionkou turnaje ITF ve druhé či vyšší kategorii, když navázala na Chorvatku Mirjanu Lučičovou z roku 1995 a Ukrajinku Martu Kosťukovou z roku 2016. V rámci událostí ženského okruhu ITF debutovala jako čtrnáctiletá v červnu 2019 na budapešťském turnaji s dotací 15 tisíc dolarů. Ve druhém kole nenašla recept na Slovenku z šesté stovky ženského žebříčku Chantal Škamlovou. První trofeje vybojovala jako patnáctiletá během února 2021 na turnaji v Monastiru s rozpočtem 15 tisíc dolarů. Ve finále dvouhry zdolala 26letou Francouzku Manon Arcangioliovou a soutěží prošla bez ztráty setu. Deblový titul přidala v páru s Ruskou Marijí Timofejevovou. O týden později zopakovala v monastirském dějišti vítězný „double“.
Na okruhu WTA debutovala v srpnu 2020 jako patnáctiletá na Prague Open poté, co obdržela divokou kartu do hlavní soutěže. V prvním kole prohrála s o třináct let starší krajankou Kristýnou Plíškovou. Deblovou soutěž opustila po boku Darji Viďmanové rovněž v úvodní fázi. Na srpnovém Prague Open 2020 ze série WTA 125K nestačila ve dvou setech na sedmnáctiletou Dánku Claru Tausonovou z třetí světové stovky. V březnu 2021 obdržela divokou kartu pro kvalifikaci ženské dvouhry na Miami Open 2021. V prvním kole podlehla po třísetovém průběhu 95. hráčce žebříčku Nině Stojanovićové. Hlavní soutěž túry WTA si podruhé zahrála na dubnovém MUSC Health Women's Open 2021 v Charlestonu, kde jako 499. tenistka klasifikace startovala díky divoké kartě. Na první vítězný zápas dosáhla v úvodním kole, když jí v závěru třetí sady skrečovala Francouzka z šesté světové desítky Alizé Cornetová pro poranění stehna. Přes Američanku Emmu Navarrovou prošla do čtvrtfinále, v němž podlehla pozdější vítězce Astře Sharmaové z Austrálie. V utkání zahrála čtrnáct dvojchyb. Bodový zisk ji po turnaji posunul na 361. příčku žebříčku.
V německé bundeslize hrála kolem roku 2021 za tenisový klub TEC Waldau ve Stuttgartu.

### 2022: Průlom na okruhu WTA a první titul v Čennaí

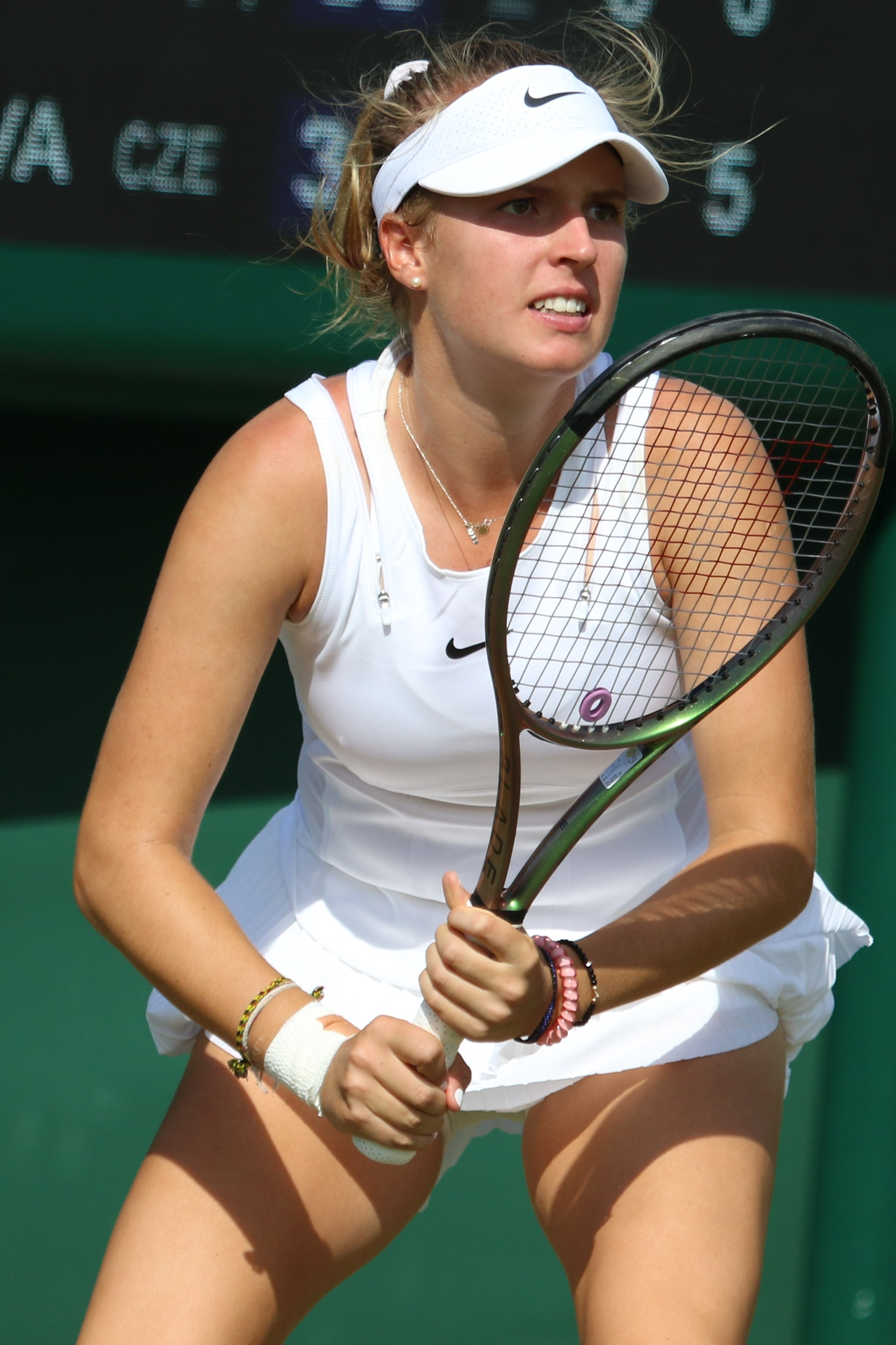
Na úvod wimbledonské kvalifikace 2022 podlehla Tessah Andrianjafitrimové

V úvodním kole kvalifikace BNP Paribas Open v Indian Wells podlehla krajance z konce první světové stovky Marii Bouzkové. Do navazujícího Miami Open přijížděla jako 279. hráčka pořadí. Na divokou kartu nastoupila do hlavní soutěže, kde nejdříve vyřadila Černohorku Danku Kovinićovou figurující na 66. příčce. Jednalo se o její první vítězství nad členkou světové stovky. Poté odehrála premiérové utkání proti hráčce elitní světové padesátky, v němž zdolala dvacátou čtvrtou ženu klasifikace Elise Mertensovou ve třech setech. Ve třetí fázi poprvé porazila tenistku ze světové dvacítky, když za stavu 6–2 a 3–0 opustila dvorec šestnáctá v pořadí a trojnásobná miamská šampionka Viktoria Azarenková, aniž by se nechala ošetřovat. Poté nestačila na španělskou světovou šestku Paulu Badosovou ve dvou setech. Bodový zisk ji na žebříčku poprvé posunul do Top 200 na 188. místo. Na charlestonské zelené antuce Credit One Charleston Open vyřadila Chorvatku Anu Konjuhovou. Ve druhém utkání podlehla pozdější vítězce Belindě Bencicové, když během druhé sady nevyužila náskok dvou prolomených podání. V první fázi Mutua Madrid Open prohrála s Estonkou Kaiou Kanepiovou. Do grandslamové kvalifikace poprvé zasáhla na French Open, kde ji po výhře nad Katarzynou Kawaovou do dvouhry nepustila Slovenka Viktória Kužmová, když v rozhodující sadě ztratila na podání vedení gamů 4–1.
Debut v hlavní grandslamové soutěži zaznamenala na US Open, do níž postoupila po závěrečné výhře nad Francouzkou Chloé Paquetovou v tříkolové kvalifikaci. Na úvod newyorské hlavní soutěže ve dvouhře vyřadila 20letou Číňanku Wang Sin-jü z osmé světové desítky, když využila všech pět brejkbolů. Poté prohrála se světovou desítkou Garbiñe Muguruzaovou, když po obdrženém „kanáru“ z první sady nevyužila ve druhém setu vlastní vedení 4–1 a 40:0.
První trofej na okruhu WTA Tour vybojovala na zářijovém Chennai Open v indickém Čennaí. Do finále prošla po třísetové bitvě s Argentinkou Nadiou Podoroskou. V závěrečné sadě otočila průběh ze stavu her 2–4, za bouřlivé podpory indického publika. Ve finále pak zdolala o třináct let starší, třetí nasazenou Polku Magdu Linetteovou ze sedmé světové desítky, když opět ztratila úvodní dějství. Semifinálový scénář se zopakoval i v rozhodujícím setu, kde jako první ztratila servis – prohrávala již 1–4, a poté znovu dokázala soupeřku dvakrát brejknout. Linetteová se nechala dvakrát ošetřovat a prohrála pět závěrečných gamů. Premiérový titul poprvé posunul Fruhvirtovou do elitní světové stovky, když postoupila ze 130. na 74. příčku žebříčku. V 17 letech a 141 dnech věku se stala nejmladší šampionkou v odehrané části sezóny a třetí nejmladší vítězkou na túře WTA od roku 2004, po triumfech 17leté Šarapovové na Birmingham Classic 2004 a o 71 dní mladší Gauffové na Emilia-Romagna Open 2021.

### 2023: Střídavé výsledky
Na Australian Open 2023 se Linda Fruhvirtová probojovala až do 4. kola. Tento výsledek byl největším úspěchem české tenistky nejen v tomto roce, ale v celém dosavadním průběhu její sportovní kariéry. Dne 26. června 2023 se dostala až na 49. příčku žebříčku WTA. V dalším průběhu roku střídala Fruhvirtová lepší výsledky s horšími. K 20. listopadu 2023 zaujímala 90. místo na žebříčku WTA.

## Finále na okruhu WTA Tour

### Dvouhra: 1 (1–0)
| Legenda            |
| ------------------ |
| Grand Slam (0)     |
| Turnaj mistryň (0) |
| WTA 1000 (0)       |
| WTA 500 (0)        |
| WTA 250 (1–0)      |

| Stav    | č. | datum         | turnaj        | kategorie | povrch | soupeřka ve finále | výsledek      |
| ------- | -- | ------------- | ------------- | --------- | ------ | ------------------ | ------------- |
| Vítězka | 1. | 18. září 2022 | Čennaí, Indie | WTA 250   | tvrdý  | Magda Linetteová   | 4–6, 6–3, 6–4 |

## Finále série WTA 125

### Dvouhra: 2 (0–2)
| Legenda       |
| ------------- |
| WTA 125 (0–2) |

| Stav       | č. | datum       | turnaj                         | povrch | soupeřka ve finále    | výsledek |
| ---------- | -- | ----------- | ------------------------------ | ------ | --------------------- | -------- |
| Finalistka | 1. | březen 2025 | Puerto Vallarta, Mexiko        | tvrdý  | Jaqueline Cristianová | 5–7, 4–6 |
| Finalistka | 2. | červen 2025 | Birmingham, Spojené království | tráva  | Greet Minnenová       | 2–6, 1–6 |

## Finále na ženském okruhu ITF
| Kategorie okruhu ITF | Kategorie okruhu ITF |
| -------------------- | -------------------- |
| Turnaje W100         | Turnaje W80          |
| Turnaje W75/W60      | Turnaje W50/W40      |
| Turnaje W35/W25      | Turnaje W15/W10      |

### Dvouhra: 5 (3–2)
| Stav       | č. | datum            | turnaj            | kategorie | povrch    | soupeřka ve finále  | výsledek      |
| ---------- | -- | ---------------- | ----------------- | --------- | --------- | ------------------- | ------------- |
| Finalistka | 1. | 6. prosince 2020 | Monastir, Tunisko | W15       | tvrdý     | Julija Hatouková    | 1–6, 7–5, 3–6 |
| Finalistka | 2. | 17. ledna 2021   | Hamburk, Německo  | W25       | tvrdý (h) | Čeng Čchin-wen      | 2–6, 3–6      |
| Vítězka    | 1. | 7. února 2021    | Monastir, Tunisko | W15       | tvrdý     | Manon Arcangioliová | 7–6(7–5), 7–5 |
| Vítězka    | 2. | 14. února 2021   | Monastir, Tunisko | W15       | tvrdý     | Ines Ibbouová       | 6–2, 6–2      |
| Vítězka    | 3. | 20. února 2022   | Cancún, Mexiko    | W25       | tvrdý     | Rebecca Marinová    | 6–3, 6–4      |

### Čtyřhra: 3 (2–1)
| Stav       | č. | datum             | turnaj                | kategorie | povrch    | spoluhráčka         | soupeřky ve finále                       | výsledek |
| ---------- | -- | ----------------- | --------------------- | --------- | --------- | ------------------- | ---------------------------------------- | -------- |
| Finalistka | 1. | 19. prosince 2020 | Selva Gardena, Itálie | W25       | tvrdý (h) | Maja Chwalińská     | Matilde Paolettiová Lisa Pigatová        | 5–7, 1–6 |
| Vítězka    | 1. | 7. února 2021     | Monastir, Tunisko     | W15       | tvrdý     | Marija Timofejevová | Nina Radovanovicová Sopiko Cickišviliová | 6–1, 6–2 |
| Vítězka    | 2. | 14. února 2021    | Monastir, Tunisko     | W15       | tvrdý     | Weronika Falkowská  | Yasmine Mansouriová Elena Milovanovićová | 6–3, 6–1 |

## Chronologie výsledků na Grand Slamu

### Dvouhra
| Turnaj          | 2020 | 2021 | 2022    | 2023    | 2024    | 2025    | SR    | V–P |
| --------------- | ---- | ---- | ------- | ------- | ------- | ------- | ----- | --- |
| Australian Open | A    | A    | A       | 4. kolo | 1. kolo | 1Q      | 0 / 2 | 3–2 |
| French Open     | A    | A    | 2Q      | 1. kolo | 2Q      | 1Q      | 0 / 1 | 0–1 |
| Wimbledon       | A    | NH   | 1Q      | 1. kolo | 2Q      | 1. kolo | 0 / 2 | 0–2 |
| US Open         | A    | A    | 2. kolo | 1. kolo | 1Q      |         | 0 / 2 | 1–2 |
| výhry–prohry    | 0–0  | 0–0  | 1–1     | 3–4     | 0–1     | 0–1     | 0 / 7 | 4–7 |

| Legenda | Legenda                                   | Legenda | Legenda                     |
| ------- | ----------------------------------------- | ------- | --------------------------- |
| SR      | poměr vyhraných turnajů ku všem odehraným | W–L V–P | výhry–prohry                |
| NH      | daný rok se turnaj nekonal                | A       | turnaje se hráč nezúčastnil |
| 1Q / LQ | prohra v (kole) kvalifikace               | 1k / 1R | prohra v daném kole turnaje |
| QF / ČF | prohra ve čtvrtfinále                     | SF      | prohra v semifinále         |
| F       | prohra ve finále                          | Vítěz   | vítězství v turnaji         |